# HEIF
High Efficiency Image File Format o HEIF (format de fitxer d'imatge d'alta eficiència) és un format d'arxiu informàtic destinat a emmagatzemar imatges i seqüències d'aquestes. Realment és un contenidor flexible d'imatges amb compressió que és considerat actualment un dels possibles substituts de l'universal i estès JPG. De fet va ser desenvolupat pel Moving Picture Experts Group (MPEG).

## HEIF versus JPG
El 2017 Apple va anunciar que en els seus nous sistemes operatius ja adoptaria aquest com a format d'imatge per defecte, en substitució del JPG.
És considerat actualment un dels possibles substituts de l'universal JPG perquè, entre altres aportacions tècniques, subministra el doble de qualitat amb la meitat d'espai ocupat que aquest.
Els fitxers HEIF són compatibles amb el (ISO BMFF, ISO/IEC 14496-12) i poden emmagatzemar altres tipus de dades, com ara animacions GIF, textos, àudio o Live-Fotos.
Per estalviar ample de banda, divideix cada imatge en quadres independents que es poden carregar com a seccions independents.
L'extensió del fitxer del format HEIF és la .heic. Mentre es va instaurant de mica en mica entre els usuaris i eines per a edició d'imatges, és possible la conversió entre fitxers .HEIC i .JPG.